# Belladonna
Belladonna, rođena kao Michelle Anne Sinclair (21. svibnja 1981.) je američka pornografska glumica i producentica.

## Biografija

### Rani život
Michelle Anne Sinclair rođena je u Biloxiju, Mississippi kao drugo od sedmero djece. Njezina obitelj ima njemačkog i škotskog podrijetla. S 12 godina prvi put se poljubila, prvu tetovažu napravila je u dobi od 13 godina, a s 14 godina je prvi put stupila u seksualni odnos. Tada je također i napustila srednju školu i otišla od roditelja. Kratko vrijeme ostala je u Utahu i bila odgajana kao Mormon. Prije pornografske karijere radila je u dućanima Victoria's Secret, Sears i Subway.

### Karijera
Njezino upoznavanje s porno industrijom započelo je kada je agent došao u Utah kako bi se sastao s njezinom prijateljicom. Ona ih je upoznala i Sinclair je sljedeći dan otišla u Los Angeles. Prije nego što je započela s karijerom plesala je u noćnom klubu u Utahu. Pseudonim "Belladonna" došao je dijelom iz imena njezine prijateljice Belle iz Utaha; kasnije joj je jedan od prvih agenata predložio ime Bella Donna, što na talijanskom znači "lijepa djevojka". Njezina motivacija za ulazak u porno industriju bila je striktno financijske prirode.
Belladonna je ušla u porno industriju nakon što je doselila u Los Angeles s namjerom da postane manekenka. Karijeru je započela 2000. godine u dobi od 18 godina. Njezin prvi film bio je Real Sex Magazine redatelja Billa Whitrocka; partner u sceni joj je bio Chris Cannon. Budući da je scena sadržavala analni seks, morala je odraditi prvi klistir, a također se od nje zahtijevalo i da urinira po glumcu. U jednom od svojih prvih filmova, također s Cannonom, glumi u sceni smještenoj u zatvoru u kojem izvodi grupni seks s još dvanaestoricom muškaraca. Od tada nastupila je u preko 250 filmova uključujući naslove kao što su Service Animals 6 i 7, She-Male Domination Nation, Jenna Loves Bella, Back 2 Evil, Weapons of Ass Destruction i Fashionistas Safado: The Challenge. 2002. godine glumila je u nagrađivanom BDSM filmu Fashionistas, a njegov redatelj John Stagliano opisao ju je kao "ženu s najnevjerojatnijim seksualnim sposobnostima koje sam ikad vidio". Uz Stagliana, najviše puta radila je s Nachom Vidalom, Roccom Siffredijem i Julesom Jordanom. 2003. godine potpisala je ugovor sa Sineplexom za koga je također i režirala. Trenutno je vlasnica i upraviteljica Belladonna Entertainment sa svojim partnerom i mužem Aidenom Kellyjem. Producira vlastite filmove koje ekskluzivno distribuira Evil Angel. Njezin redateljski debi za Evil Angel bio je film Evil Pink iz 2003. godine. Od tada je režirala i glumila u serijalima kao što su Fetish Fanatic, Dark Meat, No Warning, Odd Jobs, Belladonna's Butthole Whores, Foot Soldiers, Girl Train, Manhandled, Fucking Girls, Evil Pink, Cock Happy i My Ass is Haunted. Njezina produkcija klasificirana je kao Gonzo pornografija (scene su snimljene na način da se gledatelj osjeća kao da je u njima).
Nekoliko puta je nastupila u reality televizijskoj seriji Family Business koja se fokusira na život porno redatelja Adama Glassera (Seymore Butts). 2004. godine zajedno s velikim brojem porno zvijezda, fotografirao ju je Timothy Greenfield-Sanders za coffee table book, a također se pojavljuje i u HBO-ovom dokumentarcu Thinking XXX o radu na navedenoj knjizi.

#### Medijska pozornost
Njezinu karijeru u porno industriji dvije godine su pratile kamere "ABC" televizije, što je kulminiralo intervjuom s popularnom Diane Sawyer u siječnju 2003. godine, kao dio segmenta Primetime Thursday koji se odnosi na pornografiju. U jednom dijelu intervjua Belladonna je zaplakala. Jedna od tema u intervjuu bila je i činjenica da je oboljela od klamidije. Medijska pompa koja se podigla nakon intervjua pomogla joj je u nastavku karijere.
Od tada, intervju je nekoliko puta korišten od strane raznih anti-pornografskih skupina, kako bi pokušali dokazati da je pornografija čista eksploatacija žena koje se pojavljuju u njoj; ipak, Belladonna je ostala aktivna glumica u pornografiji. Kasnije je izjavljivala da joj nikad nije bila namjera davati anti-pornografske izjave. U jednom intervjuu su je pitali da li je zadovoljna s intervjuom koji je odradila s Diane Sawyer. Na to je odgovorila: "Nisam zadovoljna s Primetime-om, ali voljela bih jednoga dana vidjeti emitiranu kompletnu priču, kako bi se svi uvjerili da sam zbilja imala mnogo toga dobrog za reći o porno industriji. Ako me netko imalo zna, onda zna da OBOŽAVAM snimanje!"
Televizijska kuća "ABC" kontaktirala ju je još jednom kako bi napravili nastavak intervjua; ona je odbila i izjavila: "Ne, hvala. Ne želim ponovno biti osramoćena."

### Polumirovina
U kolovozu 2007. godine Sinclair se odlučila povući iz glume zbog zabrinutosti oko STD-a, pogotovo herpesa. Mislila je da je oboljela od herpesa još 2002. godine i bojala se da se zaraza proširila; ipak, kasnije je otkriveno da se radilo o običnom kožnom osipu. Bez obzira na to, svejedno se odlučila povući na neko vrijeme.
U intervjuu iz 2007. godine s tjednikom iz Salt Lake Cityja, Sinclair je izjavila žaljenje oko nekih stvari koje je radila u filmovima, pogotovo na početku svoje karijere kad je nastupala u scenama koje su mnogi smatrali ekstremnim ili tabuom. Budući nije imala vodstvo neke od starijih kolegica, često je padala u kliničku depresiju i konzumirala marihuanu. U istom interjvuu izjavila je da je preuzela odgovornost za sva svoja djela i da nikad nije bila tjerana silom na glumu u filmovima.
Sudeći prema napisima na vlastitom blogu iz 2008. godine, Sinclair se ipak vratila iz mirovine i snimila nekoliko hard core scena. Nastupila je u filmu Pirates II, nastavku najbolje prodavanog DVD-a produkcijske kuće Digital Playground, Pirates. Također je nastupila i u seriji PG Porn, redatelja Jamesa Gunna.
U lipnju 2010. godine najavljeno je da će glumiti jednu od uloga u nadolazećem horor filmu Stripped.

## Osobni život
Belladonna je bila zaručena za porno glumca Nacho Vidala. 11. travnja 2004. godine udala se u Las Vegasu (država Nevada) za Aidena Kellyja. Zajedno imaju kćer Mylu, rođenu 11. siječnja 2005. godine.
Osim glume, Belladonna se interesira za pilates, yogu, vrtlarstvo, filmove, pjevanje, videoigre, akvarije, kuhanje i putovanja.

## Nagrade

### AVN nagrade
AVN nagrade dodjeljuje najprominentniji časopis za odrasle u Americi - AVN magazin. Belladonna je do danas bila nominirana 42 puta, a osvojila je 10 nagrada.
| Godina | Rezultat   | Nagrada                                            | Film                               | Suradnici |
| ------ | ---------- | -------------------------------------------------- | ---------------------------------- | --- |
| 2009   | Pobjeda    | Najbolja seks scena u troje s djevojkama           | Belladonna's Girl Train            | Aiden Starr & Kimberly Kane |
| 2009   | Pobjeda    | Najbolja sporedna glumica                          | Pirates II                         | |
| 2009   | Pobjeda    | Najbolja scena grupnog seksa s djevojkama          | Pirates II                         | Jesse Jane |
| 2009   | Nominacija | Najbolja scena grupnog seksa s djevojkama          | Belladonna's Fucking Girls 6       | Lexi Belle |
| 2009   | Nominacija | Najbolja scena seksa u troje s djevojkama          | Pirates II                         | Katsuni & Stoya |
| 2009   | Nominacija | Najbolja scena analnog scena                       | Butthole Whores 2                  | Steve Holmes |
| 2009   | Nominacija | Najbolja režija                                    | Discovering Alexis Texas           | |
| 2009   | Nominacija | Najbolja scena oralnog seksa                       | Belladonna's Odd Jobs 3            | |
| 2009   | Nominacija | Najbolja scena seksa u troje                       | Cock Pigs                          | Brianna Love & Mr. Pete |
| 2009   | Nominacija | Najbolja scena seksa u troje                       | Pirates II                         | Sasha Grey & Evan Stone |
| 2009   | Nominacija | Redateljica godine                                 |                                    | |
| 2009   | Nominacija | Najbolja glumica godine                            |                                    | |
| 2008   | Pobjeda    | Najbolja režija                                    | Belladonna: Manhandled 2           | |
| 2008   | Nominacija | Redateljica godine                                 |                                    | |
| 2008   | Nominacija | Najbolja scena seksa s djevojkama                  | Belladonna's Fucking Girls 4       | Naomi |
| 2008   | Nominacija | Najbolja scena seksa                               | Belladonna: Manhandled 2           | Tony T |
| 2008   | Nominacija | Najbolja scena grupnog scena                       | I Dream of Jenna 2                 | Jenna Jameson, Nikita Denise, Aurora Snow, Cindy Crawford, Alaura Eden, Courtney & T.T. Boy |
| 2008   | Nominacija | Najbolja scena oralnog seksa                       | Fashionistas Safado: Berlin        | |
| 2008   | Nominacija | Najbolja scena oralnog seksa                       | I Dream of Jenna 2                 | |
| 2008   | Nominacija | Najbolja scena solo seksa                          | Butthole Whores                    | |
| 2008   | Nominacija | Najbolja najsramotnija seks scena                  | Belladonna Fetish Fanatic 5        | Claire Adams |
| 2007   | Pobjeda    | Najbolja scena grupnog seksa                       | Fashionistas Safado: The Challenge | Melissa Lauren, Jenna Haze, Gianna Michaels, Sandra Romain, Adrianna Nicole, Flower Tucci, Sasha Grey, Nicole Sheridan, Marie Luv, Caroline Pierce, Lia Baren, Jewell Marceau, Jean Val Jean, Christian XXX, Voodoo, Chris Charming, Erik Everhard, Mr. Pete & Rocco Siffredi |
| 2007   | Nominacija | Najbolja glavna glumica                            | Fashionistas Safado: The Challenge | |
| 2007   | Nominacija | Redateljica godine                                 |                                    | |
| 2007   | Nominacija | Najbolja scena analnog seksa s djevojkama          | Belladonna: No Warning             | Chloe Dior |
| 2005   | Nominacija | Najbolja seks scena s djevojkama                   | The Connasseur                     | Catalina |
| 2005   | Nominacija | Najbolja seks scena s djevojkama                   | Bella Loves Jenna                  | Jenna Jameson |
| 2005   | Nominacija | Najbolja scena analnog seksa                       | Bella Loves Jenna                  | Nacho Vidal |
| 2004   | Pobjeda    | Najbolja scena seksa                               | Back 2 Evil                        | Nacho Vidal |
| 2004   | Nominacija | Najbolja glumica godine                            |                                    | |
| 2004   | Nominacija | Najbolja scena analnog seksa                       | Anal Trainer 4                     | Manuel Ferrara |
| 2004   | Nominacija | Najbolja scena oralnog seksa                       | Back 2 Evil                        | Nacho Vidal |
| 2004   | Nominacija | Najbolja scena seksa u troje                       | Latin Amore                        | Dee & Billy Glide |
| 2004   | Nominacija | Najbolja scena seksa u troje                       | New Wave Hookers 7                 | Tyce Bune & Joel Lawrence |
| 2004   | Nominacija | Najbolja seks scena snimljena u stranoj produkciji | Rocco: Animal Trainer 10           | Daniella, Sara & Nacho Vidal |
| 2004   | Nominacija | Najbolja najsramotnija seks scena                  | She-Male Domination Nation         | Nacho Vidal & Carol |
| 2003   | Pobjeda    | Najbolja sporedna glumica                          | The Fashionistas                   | |
| 2003   | Pobjeda    | Najbolja tease glumica                             | The Fashionistas                   | |
| 2003   | Pobjeda    | Najbolja scena seksa s djevojkama                  | The Fashionistas                   | Taylor St. Claire |
| 2003   | Pobjeda    | Najbolja scena oralnog seksa                       | The Fashionistas                   | Rocco Siffredi |
| 2003   | Nominacija | Najbolja glumica godine                            |                                    | |
| 2003   | Nominacija | Najbolja scena analnog seksa                       | Up Your Ass 19                     | Lexington Steele |
| 2003   | Nominacija | Najbolja scena oralnog seksa                       | The Fashionistas                   | Mark Ashley & Billy Glide |

### XRCO Nagrade
XRCO nagrade dodjeljuje udruženje X-Rated Critics Organization jedanput godišnje ljudima koji rade u porno industriji.
| Godina | Rezultat   | Nagrada                          | Film                               | Suradnici        |
| ------ | ---------- | -------------------------------- | ---------------------------------- | ---------------- |
| 2006   | Nominacija | Najbolja glavna ženska uloga     | Fashionistas Safado: The Challenge |                  |
| 2004   | Nominacija | Najbolja scena seksa             | Bella Loves Jenna                  | Nacho Vidal      |
| 2004   | Nominacija | Najbolja scena seksa s djevojkom | Bella Loves Jenna                  | Jenna Jameson    |
| 2004   | Nominacija | Orgazmični oralist               |                                    |                  |
| 2003   | Nominacija | Najbolja glumica godine          |                                    |                  |
| 2003   | Nominacija | Najbolja scena seksa             | Back 2 Evil                        | Nacho Vidal      |
| 2003   | Nominacija | Orgazmični oralist               |                                    |                  |
| 2003   | Nominacija | Orgazmični oralist               |                                    |                  |
| 2002   | Pobjeda    | Najbolja glumica godine          |                                    |                  |
| 2002   | Pobjeda    | Najbolja glavna ženska uloga     | The Fashionistas                   |                  |
| 2002   | Pobjeda    | Orgazmični oralist               |                                    |                  |
| 2002   | Pobjeda    | Najbolja scena seksa s djevojkom | The Fashionistas                   | Taylor St. Clair |

### FAME nagrade
Nagrada FAME (skraćenica od Fans of Adult Media and Entertainment Awards) nastala je 2006. godine, a pokrenuli su je časopis Genesis, Adam & Eve Sex Toys, WantedList.com i časopis AVN kako bi publika mogla glasati za svoje vlastite favorite.
| Godina | Rezultat   | Nagrada                                  |
| ------ | ---------- | ---------------------------------------- |
| 2008   | Nominacija | Najomiljenija glumica godine             |
| 2008   | Nominacija | Najomiljenija guza                       |
| 2008   | Nominacija | Najomiljenija redateljica                |
| 2007   | Pobjeda    | Najprljavija djevojka u porno industriji |
| 2007   | Nominacija | Najomiljenija ženska starleta            |
| 2007   | Nominacija | Najomiljenija analna starleta            |
| 2007   | Nominacija | Najomiljenija guza                       |
| 2006   | Nominacija | Najomiljenija guza                       |
| 2006   | Nominacija | Najomiljenija glumica                    |

### Ninfa nagrade
Ninfa nagrade dodjeljuju se svake godine od strane španjolskog pornografskog filmskog festivala - Festival Internacional de Cine Erotico de Barcelona.
| Godina | Rezultat | Nagrada                 | Film             | Suradnici |
| ------ | -------- | ----------------------- | ---------------- | --------- |
| 2003   | Pobjeda  | Najbolja glavna glumica | The Fashionistas |           |